# Tour Landscape
Tour Landscape, este o clădire de birouri din districtul financiar La Défense din Puteaux, Franța. Zgârie-nori inițial a fost construit în 1983 și avea 101 metri înălțime.
Situat în Degrés des Plaza din Puteaux, complexul imobiliar Landscape face parte din proiectul Rose de Cherbourg, care are în vedere reamenajarea inelului Boulevard Circulaire într-o pasarelă pietonală inspirată de High Line din New York, precum și noi conexiuni. Între orașul Puteaux și La Défense.
Construit inițial în 1983, modernizarea turnului a fost deschisă în martie 2021.